# 波切里
波切里是法罗群岛苏德岛上的市镇，市镇内只有一个同名村庄。2021年1月时市镇人口数量为319人。该村庄早在14世纪就有人居住。

## 教堂
波切里教堂是一座黑白木造教堂，并有着草皮屋顶。教堂始建于1847年。

## 图集

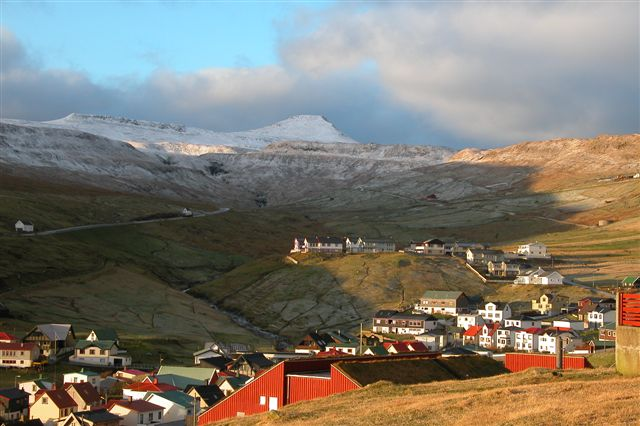
波切里村周围的山峰
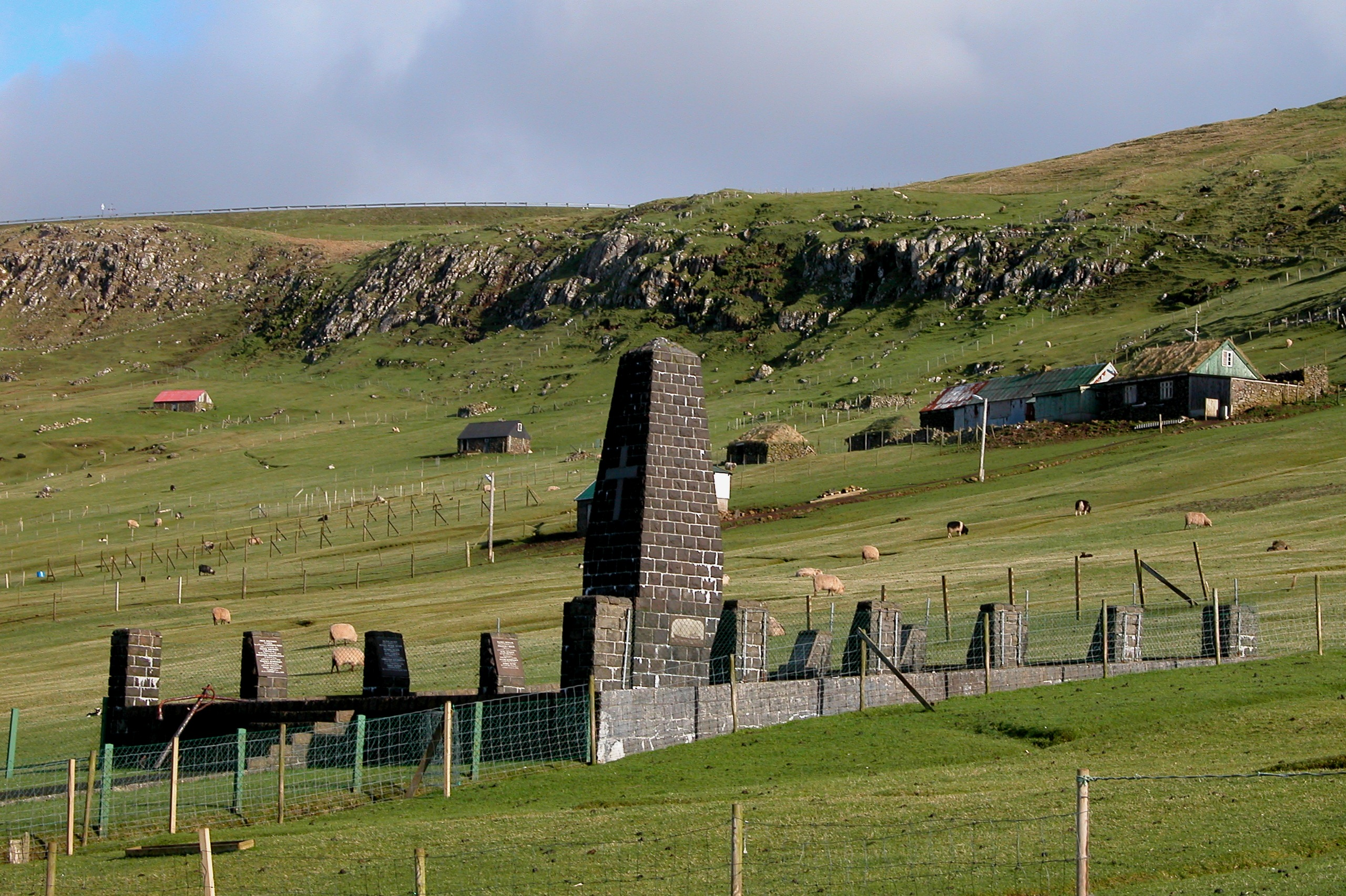
学校的旁边有一座纪念在海里遇难者的纪念碑
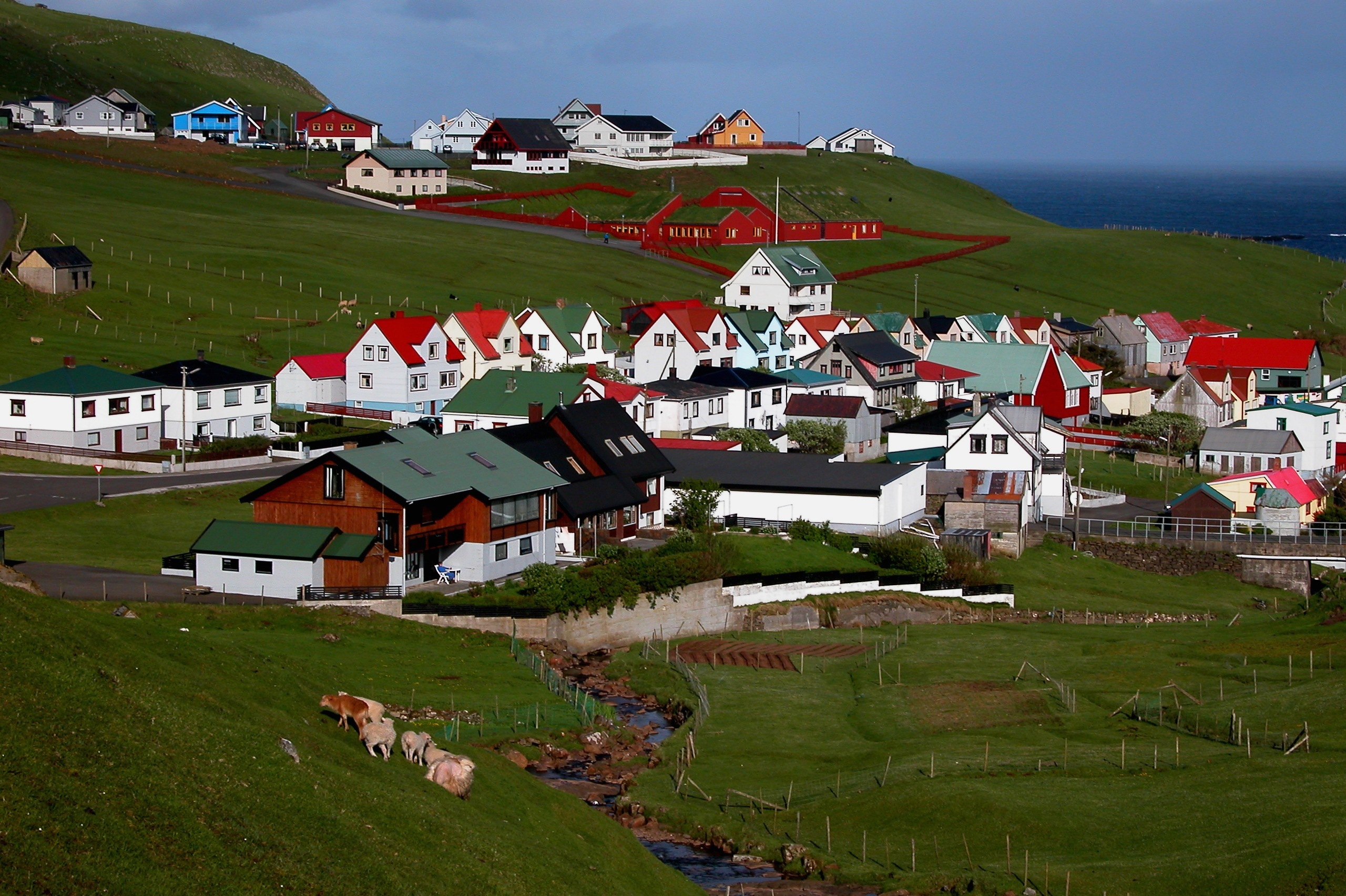
波切里风景
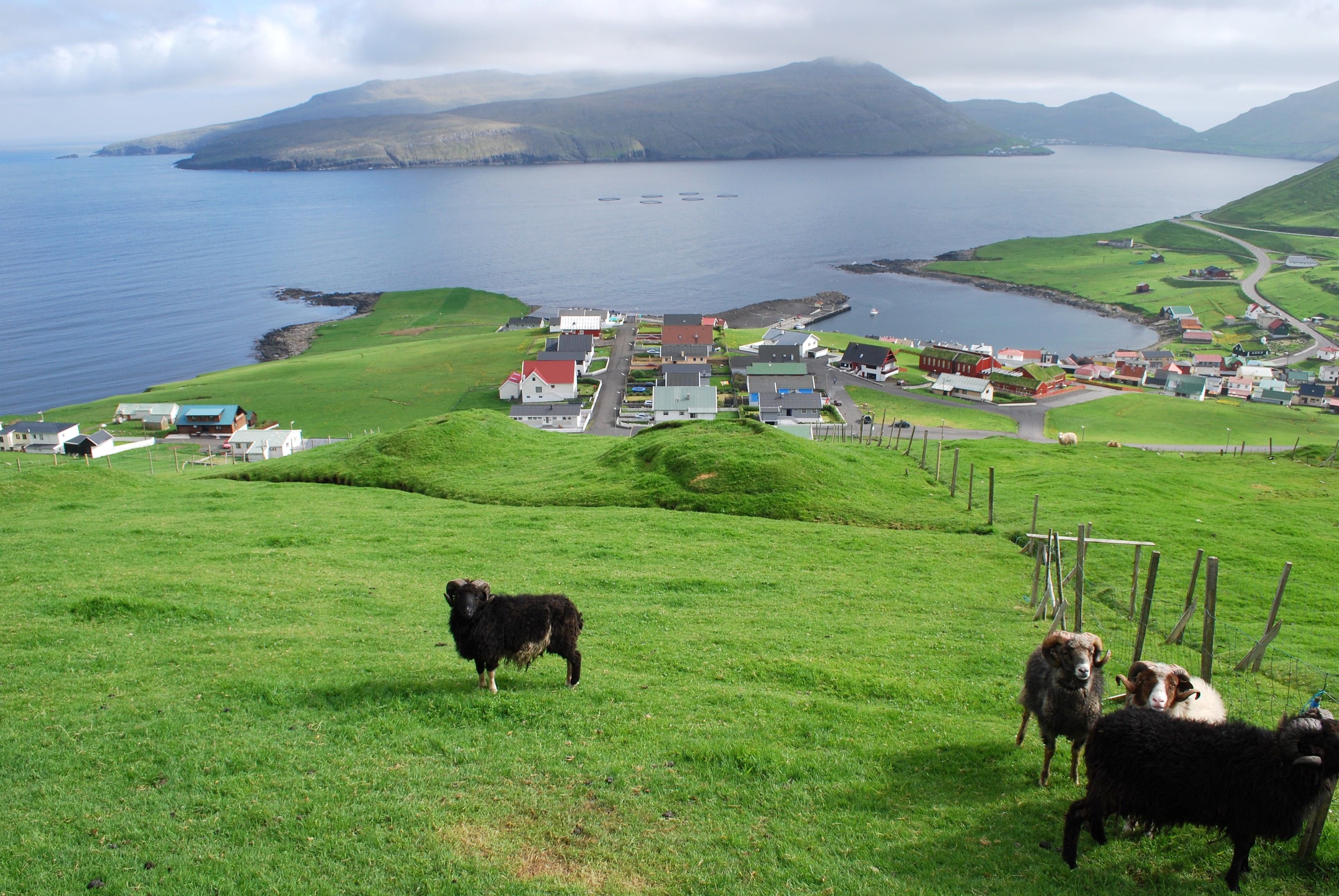
波切里风景
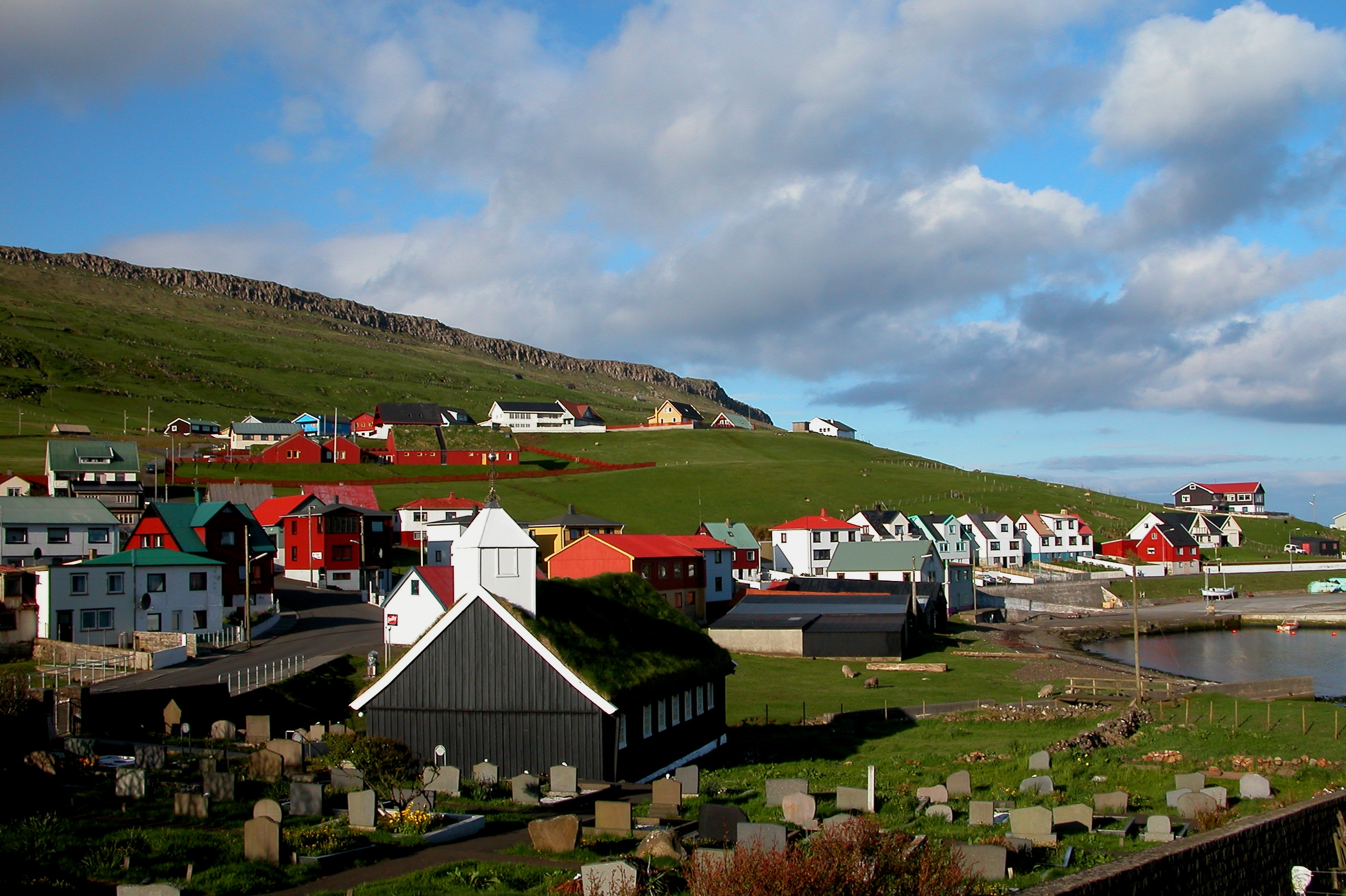
墓地